# Plaza del Castillo
Plaza del Castillo är ett monument i Spanien.   Det ligger i provinsen Provincia de Navarra och regionen Navarra, i den nordöstra delen av landet, 300 km nordost om huvudstaden Madrid. Plaza del Castillo ligger 454 meter över havet.
Terrängen runt Plaza del Castillo är kuperad österut, men västerut är den platt.Runt Plaza del Castillo är det ganska tätbefolkat, med 78 invånare per kvadratkilometer. Närmaste större samhälle är Pamplona, 0,03 km väster om Plaza del Castillo. Trakten runt Plaza del Castillo består till största delen av jordbruksmark.